# Нижня Пажма
Нижня Па́жма (рос. Нижняя Пажма) — присілок у складі Юкаменського району Удмуртії, Росія.
Населення — 38 осіб (2010; 57 в 2002).
Національний склад (2002):
- бесерм'яни — 77 %